# Emma Sanguinetti
Emma Sanguinetti Canessa (Montevideo, 26 de diciembre de 1964) es una crítica de arte, gestora cultural y abogada uruguaya.

## Biografía
Es hija de Julio María Sanguinetti y Marta Canessa. Se graduó como abogada en la Universidad de la República, pero se decidió por la gestión cultural y la crítica de arte. Es docente de Historia del Arte en instituciones de Montevideo.
Fue crítica de arte en el Semanario Búsqueda. Tiene una columna de arte y cultura en Radio Sarandí.
Emma Sanguinetti fue galardonada con el Premio Legión del Libro otorgado por la Cámara Uruguaya del Libro.